# Сокольский, Денис
Денис Сокольский (латыш. Deniss Sokoļskis; 25 августа 1981, Рига) — латвийский футболист, защитник.

## Биография
В начале взрослой карьеры играл в высшей лиге Латвии за рижский клуб «ЛУ/Даугава»/«ПФК Даугава», провёл в команде три сезона, будучи основным игроком.
В 2003 году перешёл в «Вентспилс», но не смог закрепиться в стартовом составе, сыграв 28 матчей в чемпионате страны за неполные пять сезонов. С «Вентспилсом» становился чемпионом Латвии (2006, 2007), призёром чемпионата страны, обладателем Кубка Латвии (2003, 2004, 2007). Часть сезона 2005 года провёл в «Динабурге», в его составе принимал участие в играх Кубка Интертото и отличился двумя голами в матчах против уэльского «Бангор Сити».
В 2008 году выступал за «Даугаву» (Даугавпилс), с которой стал обладателем Кубка Латвии, однако на следующий год клуб по организационным причинам опустился в первую лигу. В дальнейшем футболист выступал за середняков и аутсайдеров высшей лиги Латвии — «Блазма» (Резекне), «Юрмала», «Даугава» (Рига), «ДЮСШ Илуксте».
В 2013—2014 годах играл в первой лиге за «Резекне», в 2016 году выступал за аутсайдера первой лиги «Салдус», а в 2017 году играл за «Огре», расформированный в ходе сезона. В 2014 году был на просмотре в шведском клубе «Хернесандс».
Всего в высшей лиге Латвии сыграл 217 матчей и забил 10 голов.

## Достижения
- чемпион Латвии: 2006, 2007
- Бронзовый призёр чемпионата Латвии: 2003, 2004
- Обладатель Кубка Латвии: 2003, 2004, 2007, 2008